# Nova Askània
Nova Askània, també coneguda com Askània-Nova (en ucraïnès, Асканія-Нова; en rus, Аскания-Нова) és un assentament urbà pertanyent a l'óblast de Kherson. Situat al sud del país, era part del raion de Txaplinka fins al 2020, encara que ara és part del raion de Kakhovka i del municipi (hromada) d'Askània-Nova.
L'assentament es troba ocupat per Rússia des de febrer del 2022 en el marc de la invasió russa d'Ucraïna.

## Geografia
Nova Askània està 31 km a l'est de Txaplinka i 145 km de Kherson.

## Història
Askània-Nova va ser establerta el 1822 com a assentament rural de Txapli. El 1828, la finca de Txapli va ser arrendada per Frederic Ferran d'Anhalt-Köthen. La finca va passar a dir-se Nova Askània (en alemany: Neu-Askania), ja que la família del duc ostentava el títol de duc d'Ascània des del 1330. Els 25 criadors d'ovelles i colonitzadors alemanys d'aquest comtat van fundar l'assentament poc poblat de Ascània-Nova.
Més tard, el 1835, es va convertir en el Khútor de Nova Askània. El 1856, un empresari alemany nascut a Ucraïna, Friedrich Fein, va comprar la propietat, que sumava aproximadament 52.000 ha, al duc d'Anhalt-Dessau (presumiblement al duc Leopold IV d'Anhalt). Friedrich Fein va ser avi de Friedrich von Falz-Fein, el fundador de la reserva de biosfera d'Askània Nova. A més de criar bestiar, els seus descendents van començar a muntar un zoològic el 1874 i un jardí botànic el 1887. A la fi de la dècada del 1890 eren considerats els millors criadors d'ovelles de Rússia i aquí també es van criar cavalls per a l'exèrcit rus. El 1890, es coneixia com l'assentament rural incorporat d'Askània-Nova.
Durant la revolució russa de 1917, el pati va ser severament devastat; els propietaris alemanys, la família Falz-Fein, van haver de fugir a Alemanya o van ser afusellats per l'Exèrcit Roig. El 1921, el territori de la finca de Nova Askània va ser declarat reserva natural, la qual cosa la converteix en la més antiga de l'actual Ucraïna.
Nova Askània ha tingut l'estatus d'assentament de tipus urbà des del 1938. El 1940 es va restablir el parc a l'aire lliure en el territori de l'antiga mansió.
Durant la Segona Guerra Mundial, Nova Askània va ser el lloc de comandament temporal del 11è exèrcit alemany durant les batalles per a conquistar els accessos a la península de Crimea. Molts animals es van perdre com a botí de guerra o operacions de combat, així com tots els documents científics a causa de la guerra.
Des del 1956, la reserva natural d'Askània-Nova està subordinada a l'Acadèmia de Ciències d'Ucraïna i porta el nom de l'Institut Científic Ivanov d'Ucraïna, un institut de recerca d'animals esteparis. La reserva natural ha estat inclosa en el Sistema Internacional de Reserves Naturals de la Unesco des del 1984.

## Estatus administratiu
Fins al 18 de juliol de 2020, Nova Askània pertanyia al raion de Txaplinka. El raion es va abolir al juliol de 2020 com a part de la reforma administrativa d'Ucraïna, que va reduir el número de raions de l'óblast de Kherson a cinc. L'àrea del raion de Txaplinka es va fusionar amb el raion de Kajovka.

## Demografia
L'evolució de la població entre el 1959 i el 2021 va ser la següent:
| 1959 | 1970 | 1979 | 1989 | 2001 | 2011 | 2014 | 2019 | 2021 |
| ---- | ---- | ---- | ---- | ---- | ---- | ---- | ---- | ---- |
| 3815 | 3625 | 4437 | 4560 | 3437 | 3034 | 2918 | 2696 | 2585 |

Segons el cens de 2001, la llengua materna de la majoria dels habitants, el 59,02%, és l'ucraïnès; del 40,23% és el rus.

## Infraestructura

### Transport
Les estacions de tren més pròximes estan a Kalantxak, a 72 km, i en Novoleksvka, a 76 km.

## Persones il·lustres
- Friedrich von Falz-Fein (1863-1920): terratinent germà-rus i fundador de la reserva natural de Askània-Nova.